# ZDB
Galeria Zé Dos Bois, ou ZDB, é uma associação cultural portuguesa.

## História
A galeria foi fundada em Outubro de 1994 em Lisboa, na rua da Vinha, ao Bairro Alto, por quinze jovens artistas (João Miguel Serralha (Arara), Cesário Monteiro, Francisca Bagulho, João Garcia Miguel, João Milagre (Shorty), Mário Cameira, Natxo Checa, Paula Hespanha, Pedro Sabino, Pollyanna Jazmine (PJ), Renato Cruz, Rodrigo Miragaia, Teresa Milheiro, Tiago Gomes e Eugénia Mota.
Durante os primeiros anos de existência a ZDB tinha como objectivo ajudar artistas emergentes a mostrarem o trabalho mais recente e a confrontar experiências artísticas.
Tornou-se um espaço de referência no panorama cultural português tendo projectado e realizado inúmeros festivais e contactos internacionais. A destacar a ida ao ARCO, em Madrid - Cutting Edge. O Festival Atlântico, de artes performativas.
O primeiro local da ZDB foi na Rua da Vinha no Bairro Alto. Cerca de dois anos depois mudou para dois andares emprestados na Rua de São Paulo no Cais do Sodré.
Anos depois foi cedido pela Câmara de Lisboa o usufruto das Tercenas do Marquês, perto do Museu Nacional de Arte Antiga, na Rua das Janelas Verdes. Mais tarde, a ZDB voltou ao Bairro Alto, desta vez à Rua da Barroca 59, onde ainda existe.